# Carcès
Carcès is een gemeente in het Franse departement Var (regio Provence-Alpes-Côte d'Azur) en telt 2709 inwoners (2004). De plaats maakt deel uit van het arrondissement Brignoles.

## Geografie
De oppervlakte van Carcès bedraagt 36,0 km², de bevolkingsdichtheid is 75,3 inwoners per km².
De onderstaande kaart toont de ligging van Carcès met de belangrijkste infrastructuur en aangrenzende gemeenten.

## Demografie
Onderstaande figuur toont het verloop van het inwonertal (bron: INSEE-tellingen).